# We Are Smug
We Are Smug é um álbum da dupla de mesmo nome, formada pelo músico e produtor americano Robert Conley e o cantor e compositor australiano Darren Hayes.
O disco foi lançado originalmente em 2009, como um trabalho paralelo de Darren, após o lançamento de seu terceiro álbum solo This Delicate Thing We've Made.

## Produção
Hayes e Conley vinham trabalhando juntos com música eletrônica desde 2002. Conley havia produzido os dois últimos álbuns de Hayes, The Tension and the Spark e o duplo This Delicate Thing We've Made. Assim, eles resolveram montar um projeto experimental, liderado pelo americano, intitulado We Are Smug.
O álbum homônimo foi disponibilizado na íntegra para download no site oficial da dupla e foi feito totalmente por meio de sintetizadores, sendo cheio de batidas eletrônicas e variações vocais.

## Relançamento
Em 2013, Hayes relançou em CD, pelo seu selo Powdered Sugar, o álbum We Are Smug. Esta nova edição contou a faixa "Riot", além de uma nova ordem de faixas.

## Faixas
Todas as faixas escritas e produzidas por Darren Hayes e Robert Conley, exceto "Shit on the Radio" escrita por Hayes, Conley e Matthew Kelly.
| N.º            | Título                     | Vocais                       | Duração |  |
| 1.             | "Look What We've Started"  | Robert Conley e Darren Hayes | 4:21    |  |
| 2.             | "Words That I Can't Say"   | Robert Conley e Darren Hayes | 3:41    |  |
| 3.             | "Hot Tub Blues"            | Darren Hayes                 | 4:25    |  |
| 4.             | "Good Dress"               | Darren Hayes                 | 3:06    |  |
| 5.             | "Shit on the Radio"        | Darren Hayes                 | 3:44    |  |
| 6.             | "Tear It Up"               | Darren Hayes                 | 3:49    |  |
| 7.             | "Never Be the Same Again"  | Darren Hayes                 | 5:12    |  |
| 8.             | "Watching Me Watching You" | Darren Hayes                 | 5:11    |  |
| 9.             | "Fire It Up"               | Robert Conley                | 3:19    |  |
| 10.            | "The Pressure"             | Robert Conley e Darren Hayes | 4:11    |  |
| Duração total: | Duração total:             | Duração total:               | 40:59   |  |

| Relançamento   |                            |                              |         |  |
| N.º            | Título                     | Vocais                       | Duração |  |
| 1.             | "Look What We've Started"  | Robert Conley e Darren Hayes | 4:21    |  |
| 2.             | "Hot Tub Blues"            | Darren Hayes                 | 4:25    |  |
| 3.             | "Good Dress"               | Darren Hayes                 | 3:06    |  |
| 4.             | "Words That I Can't Say"   | Robert Conley e Darren Hayes | 3:41    |  |
| 5.             | "Riot"                     | Robert Conley e Darren Hayes | 3:35    |  |
| 6.             | "On the Radio"             | Darren Hayes                 | 3:44    |  |
| 7.             | "Tear It Up"               | Darren Hayes                 | 3:49    |  |
| 8.             | "Never Be the Same Again"  | Darren Hayes                 | 5:12    |  |
| 9.             | "Watching Me Watching You" | Darren Hayes                 | 5:11    |  |
| 10.            | "Fire It Up"               | Robert Conley                | 3:19    |  |
| 11.            | "The Pressure"             | Robert Conley e Darren Hayes | 4:11    |  |
| Duração total: | Duração total:             | Duração total:               | 44:34   |  |